# Pregàries de Mesopotàmia
Les pregàries de Mesopotàmia són les pregàries que es feien a l'indret i l'era coneguda amb el nom de Mesopotàmia. Hi ha nou tipus de poemes utilitzats a Mesopotàmia.

## Oracions
Les oracions de Mesopotàmia es poden definir com un "elogi a déu seguit d'una petició" (aquesta definició és de T. Oshima).
Segons una font (Bromiley) la forma de la paraula, coneguda i utilitzada per a referir-se a les pregàries durant l'era de Mesopotàmia es pot pronunciar actualment com šu-il-lá. Sobre aquest terme els investigadors Lambert, van der Toorn i Oshima defensen un ús alternatiu del terme, que faria referència més aviat a la manera de recitar la pregària i no per a referir-se a la pregària en si de manera genèrica (segons Bromiley).
Šu-il-lá es pot referir a l'acte de pregar, ja sigui mostrat exteriorment amb l'aixecament de les mans, l'elevació de les mans o l'elevació de la mà.

## Tipus
Les oracions es divideixen en els tipus següents: Oracions d'encanteri, Ershaḫungas, Gottesbriefe, Endevinació, Reials, Tamitas i altres consultes, Himnes, Šigû i Namburbi.

### Encanteri
Calen especialistes tribals en rituals per fer els encanteris que expliquen els textos coneguts, per exemple, procedents d'Ugarit, que expliquen algunes maneres per eliminar el verí de les serps. Ugarit també es coneix perquè s'hi van trobar textos de conjurs relacionats amb la salut.

### Gottesbriefe
El terme Gottesbriefe és literalment, pregàries de petició, o oracions per carta. Eren principalment peticions per demanar l'alleujament d'una malaltia o la longevitat personal.

### Ikribus
Aquestes oracions es van fer amb l'objectiu de l'endevinació.
Altres fonts indiquen que els ikribū eren benediccions.

### Reial
Les pregàries dels governants (Reis de Babilònia) van ser fetes per a deïtats molt diverses, per exemple Marduk (el déu de Babilònia), Nabu, Xamaix. Els reis havien inscrit oracions en cilindres d'argila per a ser guardats dins dels edificis. Aquest tipus d'oracions no busquen la misericòrdia i la salvació, com en canvi sí que busquen les oracions trobades a Šuila.

### Himnes
Els estudiosos consideren que aquests tipus d'oracions semblen ser reformulacions dels primers tòpics literaris anteriors, com l'oració coneguda com la Pregària als Déus de la Nit.

### Šigû
Šigû són lamentacions. Les lamentacions són queixes o expressions de dolor o tristesa. Ambdós significats estan relacionats en el šigû.

### Namburbi
Les oracions d'aquest tipus es van elaborar durant els rituals de namburbi. Aquests rituals es feien quan hi havia mals presagis sobre el futur i una persona volia actuar en contra del destí que se li preveia, o bé per contrarestar la bruixeria.